# 章宇昂
章宇昂（Yuang Cheung，1988年4月2日－），生肖屬龙，出生於加拿大。畢業於第25期無綫電視藝員訓練班（2011年），曾為無綫電視（TVB）旗下藝人。他是章小蕙、章小婉的同父異母弟弟。。

## 演出作品

### 電視劇（無綫電視）
2011年
- 你們我們他們
- 潛行狙擊 飾 阿　風
- 荃加福祿壽探案 飾 差　人

2013年
- 初五啟市錄 飾 咕　哩
- 老表，你好嘢！ 飾 賈標手下
- 仁心解碼II 飾 兒　子
- 金枝慾孽貳 飾 小勤子
- 愛·回家 (第一輯) 飾 經　理
- 衝上雲霄II 飾 陳比利
- 情逆三世緣 飾 田若勇

2014年
- 使徒行者 飾
- 再戰明天 飾

2016年
- 巾幗梟雄之諜血長天 飾 日軍

## 外部連結
- 章宇昂YuangCheung  weibo （页面存档备份，存于）